# قطعنامه ۱۲۲۴ شورای امنیت
قطعنامه ۱۲۲۴ شورای امنیت سازمان ملل متحد که در تاریخ ۲۸ ژانویه ۱۹۹۹ تصویب شد، سندی بین‌المللی دربارهٔ بررسی وضعیت صحرای غربی است. این قطعنامه طی نشست ۳۹۷۱ام با ۱۵ رای موافق، ۰ مخالف و ۰ ممتنع تصویب شد.